# Catalina Maria Pol
Catalina Maria „Cati“ Pol (* 30. Oktober 1981 in Consell) ist eine spanische Beachvolleyballspielerin.

## Karriere
Pol spielte 2001 zusammen mit Ester Ribera und gewann bei der U23-Europameisterschaft im portugiesischen Esposende die Bronzemedaille. 2002 bildete sie ein Duo mit Ester Alcon. Bei der Europameisterschaft in Basel unterlagen die Spanierinnen den bulgarischen Jantschulowa-Schwestern in der dritten Runde, bevor sie auf der Verliererseite gegen die Schweizerinnen Kuhn/Schwer ausschieden. 2003 wurden sie Neunte der Osaka Open, scheiterten aber in der Vorrunde der Weltmeisterschaft in Rio de Janeiro ohne Satzgewinn. Im nächsten Jahr mussten sie sich wieder nach der Vorrunde von der EM in Timmendorfer Strand verabschieden, obwohl sie im zweiten Spiel gegen die Gruppensieger Ahmann/Vollmer gewannen. Nach dem Open-Turnier in Rio de Janeiro trennten sich ihre Wege. 2005 spielte Pol auf der FIVB World Tour an der Seite von Julia Mandana. 2006 und 2007 war sie mit Meritxell Alseda auf CEV-Turnieren unterwegs. 2008 hatte Pol ihre letzten internationalen Auftritte zusammen mit Rocío Ruiz.